# Kruisherenkerk (Diest)

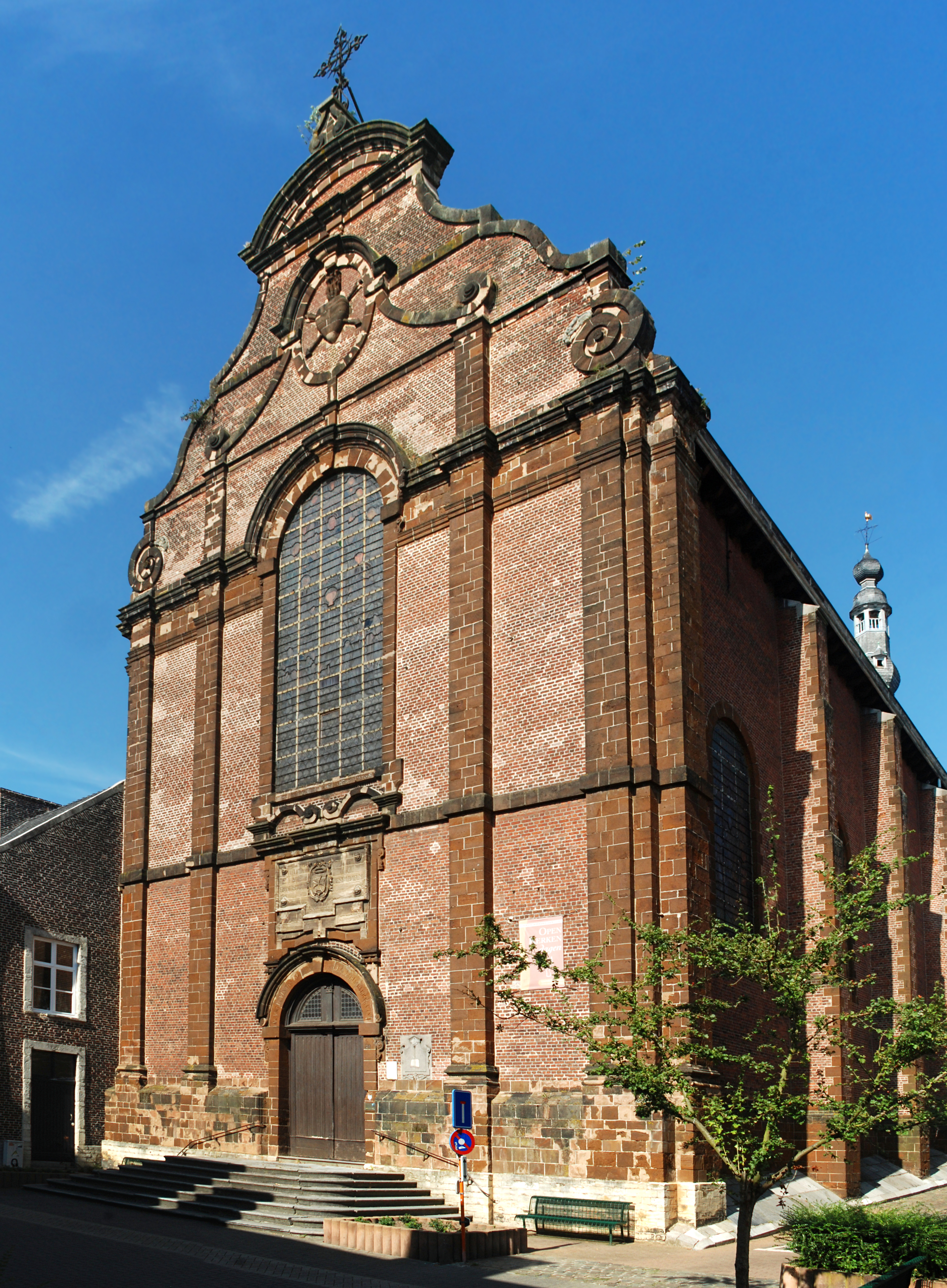
Kruisherenkerk

De Kruisherenkerk (ook: Sint-Barbarakerk) is een kerkgebouw in de Vlaams-Brabantse stad Diest, gelegen aan de Guido Gezellestraat.

## Geschiedenis
Deze kerk fungeerde aanvankelijk als de, aan Sint-Barbara gewijde, kloosterkerk van de Augustijnen. Aan de kerk werd opgericht van 1656-1667. De kerk, gebouwd in baksteen en ijzerzandsteen, is in barokstijl uitgevoerd.

## Gebouw
Het betreft een eenbeukig kerkgebouw met pseudotransept en zonder toren. De naar het noordoosten georiënteerde kerk heeft een barokke voorgevel.

## Interieur
Het hoofdaltaar is van 1655 en, evenals de twee zijaltaren, uitgevoerd in barokstijl. De biechtstoelen zijn in barokstijl en Lodewijk XVI-stijl, uit de 2e helft van de 18e eeuw. Dit hoofdaltaar werd vervaardigd voor de Abdij van Averbode en in 1681 verkocht aan de Augustijnen. De lambrisering, het doksaal en het orgel en de preekstoel zijn uit de 2e helft van de 18e eeuw.